# チャボカラマツ
チャボカラマツ（矮鶏唐松、学名：Thalictrum foetidum var. glabrescens）は、キンポウゲ科カラマツソウ属の多年草。ニオイカラマツ（学名：T. foetidum var. foetidum）を基本種とする変種。

## 特徴
植物体に微腺毛がある。根茎は肥厚しなく、匐枝も伸ばさない。茎は斜上してジグザグに伸び、高さは10-50cmになり、1-3回分枝する。根出葉は1個あるかまたは無く、長い葉柄があり、葉身は3-5回3出複葉になる。茎葉は数個互生し、葉身は2-4回3出複葉で、小葉は灰緑色、倒卵形から卵形、または広卵形になり、長さ幅ともに0.3-1.5cm、浅く3裂し、表面の葉脈はへこみ、裏面は隆起する。葉の裏面は淡色になる。葉柄の基部の托葉は褐色で膜質、小葉柄の基部に小托葉はない。
花期は5-6月。花序は総状から円錐状で、花を4-15個ほどつけ、花の径は0.5-1cm、花柄の長さは1-2.5cmになり、下向きに咲く。萼片は4-5個あり、長さ2-4mmの楕円形で紫褐色、早落する。花弁はない。雄蕊は多数あり長さ5-10mm、葯は鮮黄色で長さ2-3mm、花糸は糸状で葯より細く紫褐色、葯隔は突出する。雌蕊は2-6個ある。果実は長さ4mmの紡錘形でやや扁平の痩果になり、2-6個つき、腺毛があるか無毛で、縦に8-10個の稜があり、果柄は無い。痩果の残存花柱は長さ0.5mmで先は曲がらず、柱頭は矢じり状になる。染色体数は2n=14。

## 分布と生育環境
日本固有の変種。北海道の道央（後志・石狩地方）と本州の岩手県に分布し、温帯から亜寒帯の岩礫地に生育する。超塩基性岩地や石灰岩地を好んで生える。

## 名前の由来
和名チャボカラマツは、「矮鶏唐松」の意、植物学者の武田久吉が、1910年にイギリスの植物学雑誌 Journal of Botany, British and Foreign 誌に、北海道産の標本をもとに Thalictrum foetidum の変種として var. glabrescens を記載発表した際に、和名を Chabo-karamatsu. とした。「チャボ（矮鶏）」は、「ヒメ（姫）」「コ（小）」などとともに、比べて小さいさまを表す言葉である。
種小名（種形容語）foetidum は、「悪臭のある」の、変種名 glabrescens は、「やや無毛の」の意味。

## 種の保全状況評価
絶滅危惧II類 (VU)（環境省レッドリスト）
都道府県のレッドデータ、レッドリストの選定状況は、岩手県がBランクとなっている。

## ギャラリー

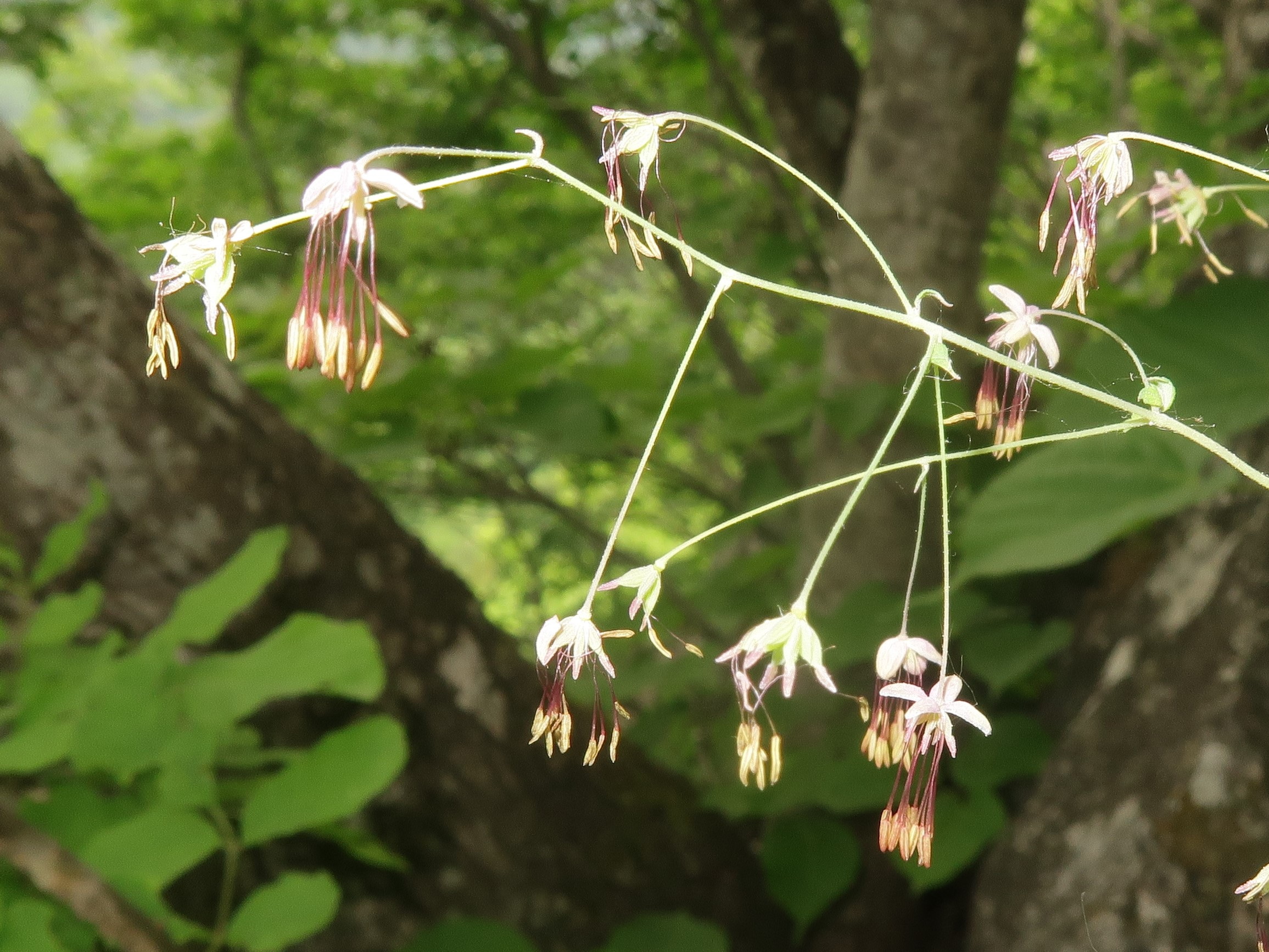
花を4-15個ほどつけ、花柄の長さは1-2.5cmになり、下向きに咲く。萼片は4-5個あり、楕円形で紫褐色、早落する。花弁はない。雄蕊は多数あり、葯は鮮黄色で、花糸は糸状で葯より細く紫褐色になる。
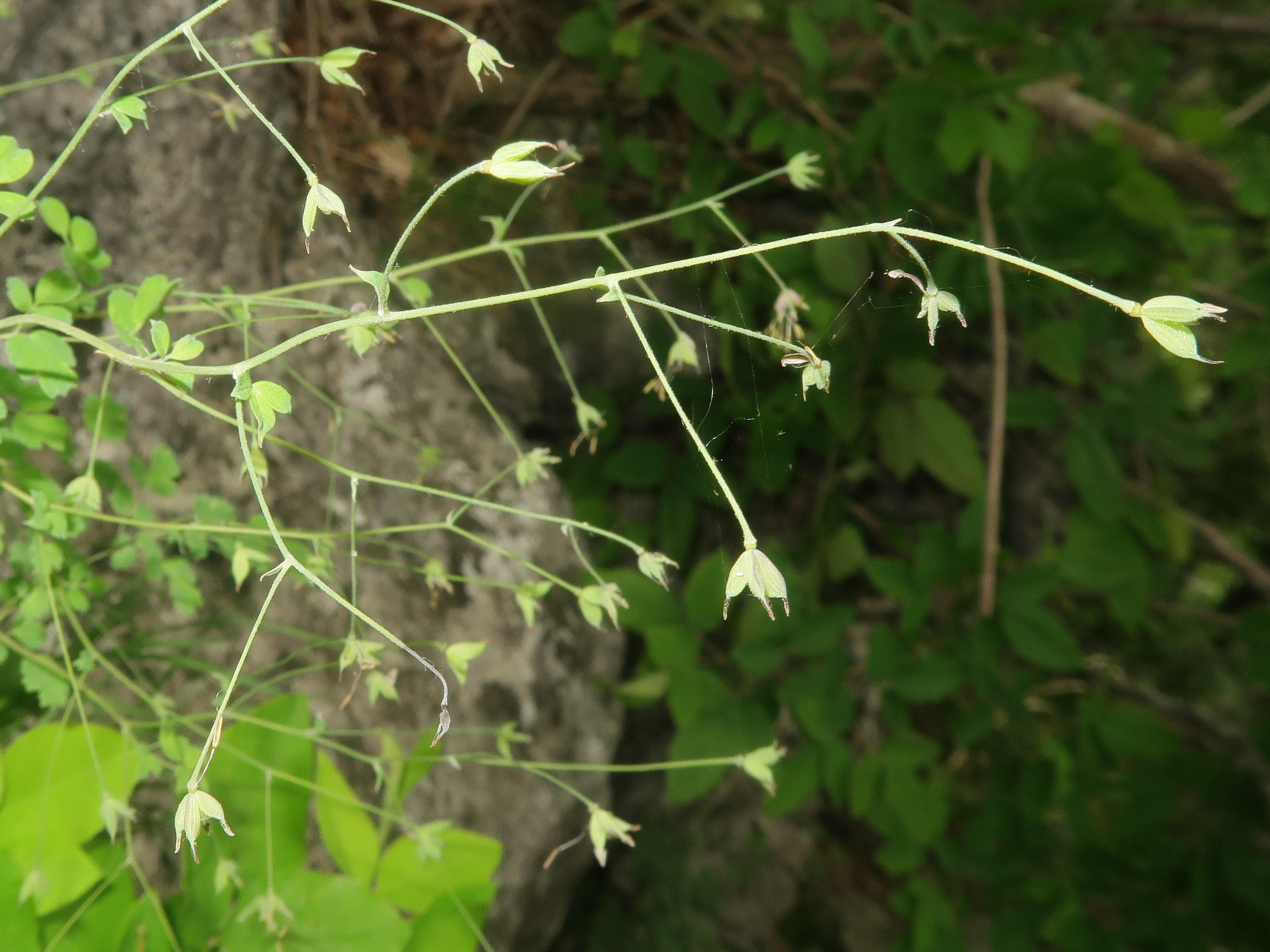
若い果実。
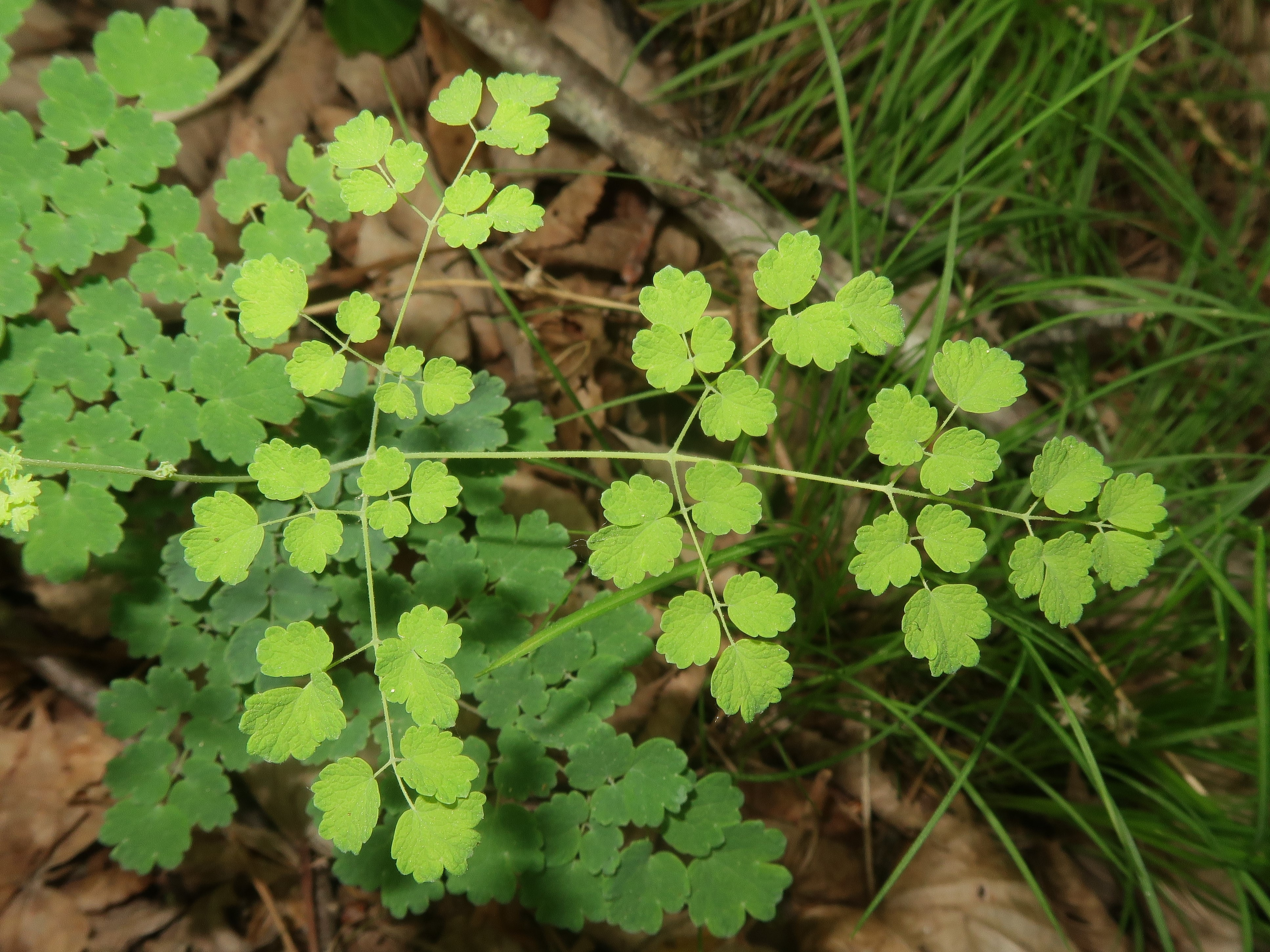
茎葉の葉身は2-4回3出複葉で、小葉は灰緑色、倒卵形から卵形になり、浅く3裂し、表面の葉脈はへこむ。
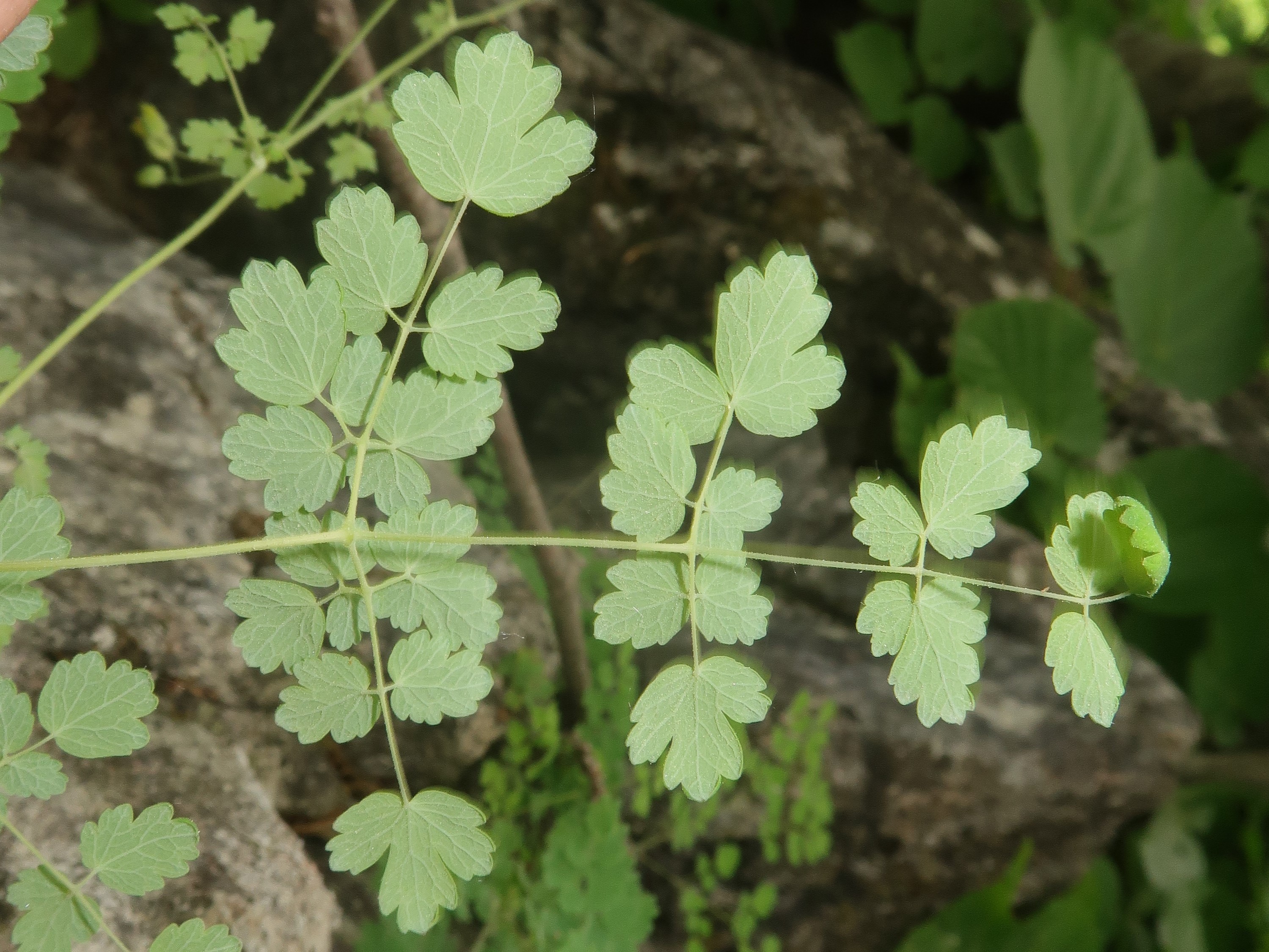
葉の裏面。淡色になり、葉脈は隆起する。
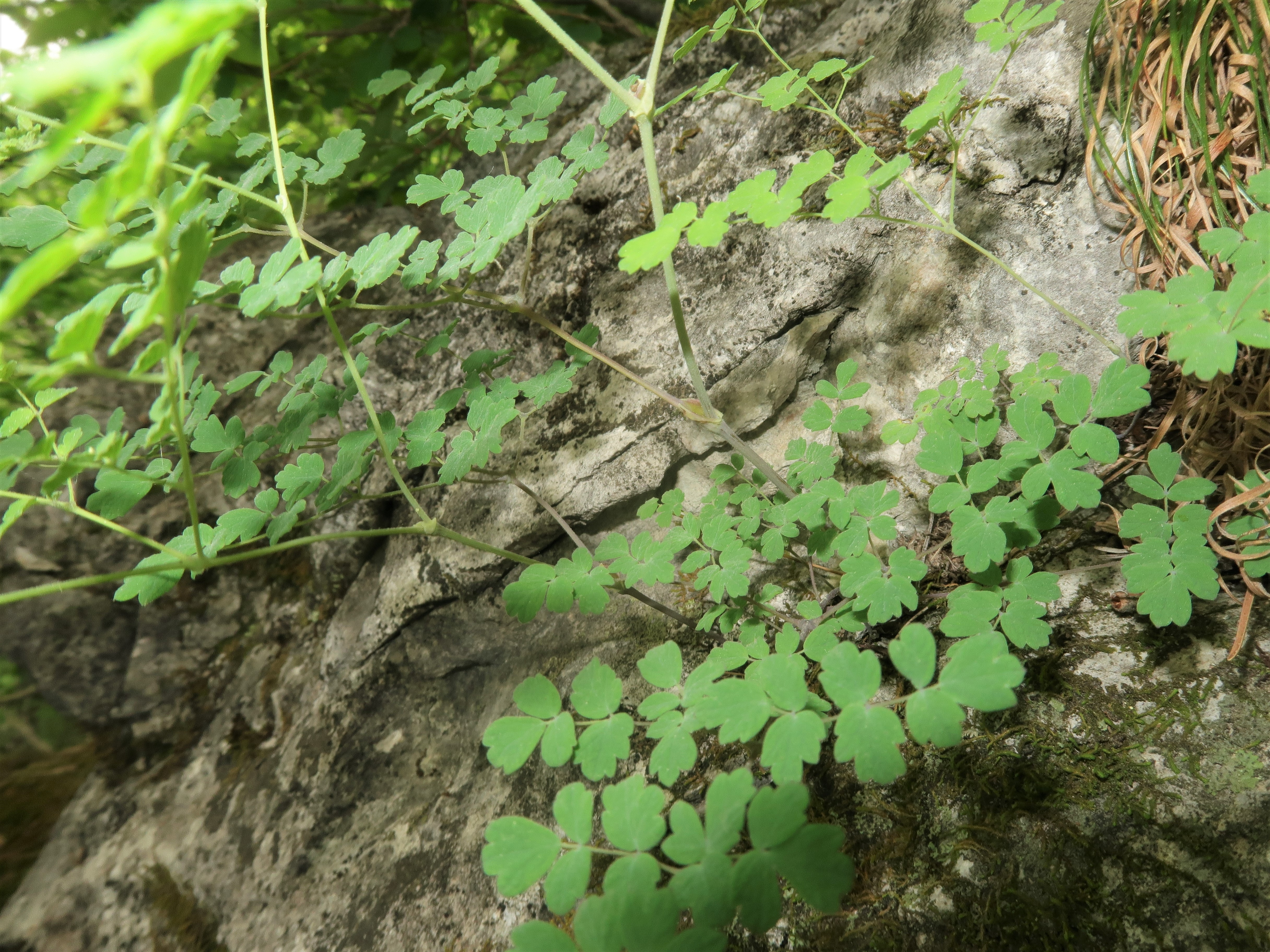
葉柄の基部の托葉は褐色で膜質、小葉柄の基部に小托葉はない。

## 基本種
ニオイカラマツ（学名：Thalictrum foetidum L. (1753) var. foetidum）はチャボカラマツの基本種。植物体全体に腺毛がより密生し、悪臭がある。ユーラシア大陸に広く分布する。なお、岩手県産のものは「ニオイカラマツ」、var. iwatenseまたは var. foetidumとされていたが、門田裕一 (2006) により、Flora of Japan, IIa において、日本産の「ニオイカラマツ」はチャボカラマツに合一された。

## 変種
ニオイカラマツを基本種とする変種に、日本にはチャボカラマツの他、アポイカラマツ（学名：Thalictrum foetidum L. var. apoiense T.Shimizu (1958) ）がある。植物体が小さく、小葉の質が厚く、小葉の長さが3-7mmと小さい。葉の表面に腺毛が無く、裏面の白みや葉脈の隆起が強い。果実は3-4個。北海道のアポイ岳とその周辺と後志の大平山に分布する。前者はカンラン岩地に、後者は石灰岩地に生育する。絶滅危惧II類(VU)。

## 分類
チャボカラマツは、日本産のカラマツソウ属のなかでアキカラマツ節（Sect. Thalictrum）に属し、早落性の萼片をもち、雄蕊は下垂し、花糸は糸状でその先の葯は花糸より太くやや長い特徴をもつ。同節のなかでも、形態的には、ヒメカラマツ T. alpinum var. stipitatum に似る。両種は、背丈が低く、花期にも根出葉が生存するという共通点をもつが、分布地と花期は異なり、本種は、北海道の道央と岩手県の一部に分布し、花期は5-6月であり、ヒメカラマツは、本州の岩手県・中部地方・四国のそれぞれの高山帯に分布し、花期は7-8月である。本種は、茎先が1-3回分枝し、花序は散房花序につくのに対し、ヒメカラマツは、茎先が分枝せず、花序は総状花序につく。